# Distretto di Ürgüp
Il distretto di Ürgüp (in turco Ürgüp ilçesi) è uno dei distretti della provincia di Nevşehir, in Turchia.